# Aplidium clivosum
Aplidium clivosum är en sjöpungsart som beskrevs av Kott 1992. Aplidium clivosum ingår i släktet Aplidium och familjen klumpsjöpungar. Inga underarter finns listade i Catalogue of Life.